# Louis Crocq
Louis André Marie Crocq (Asnières-sur-Seine, 14 gennaio 1928 – Fontenay-aux-Roses, 8 giugno 2022) è stato uno psichiatra e psicologo francese.
È considerato uno dei principali esponenti europei della psicotraumatologia, della psichiatria militare e della psicologia dell'emergenza.

## Biografia
Nato nel 1928, dopo gli studi di Medicina consegue la specializzazione in Psichiatria ed il titolo di Docteur d'État in Psicologia. Diviene Ufficiale Psichiatra del Service de santé des armées tra il 1952 ed il 1987, dove proseguì nella carriera sino a divenire Generale della Sanità Militare francese. Ritiratosi dal servizio attivo nel 1987, viene nominato Professore di Psicopatologia all'Università Paris V. Fonda nello stesso anno il primo centro di consultazione psicotraumatologica universitaria a Parigi, prima all'Ospedale Saint-Antoine e, dal 1997, all'Ospedale Necker.

## Le "Cellules" ed i contributi scientifici
Nel 1995, in seguito ai ripetuti attentati terroristici alla metropolitana di Parigi, il Presidente Jacques Chirac ed il Ministro Xavier Emmanuelli lo incaricano di costituire le prime Cellules d'Urgences Médico-Pychologiques (CUMP), squadre di pronto intervento composte da psicologi e psichiatri specializzati nel trattamento precoce dei traumi psicologici conseguenti ad attentati, incidenti o catastrofi. L'istituzione delle CUMP rappresenta l'evento cardine della psicologia dell'emergenza europea degli anni '90, stimolando l'avvio di una serie di iniziative similari anche in altri paesi europei (tra cui l'Italia).
È considerato uno dei principali esponenti della cosiddetta "Scuola di Val-de-Grâce", la scuola psicotraumatologica militare francese ad ispirazione psicodinamica, ed i suoi contributi psicotraumatologici hanno contribuito a rinnovare profondamente lo scenario europeo teorico-clinico del settore.
In più di cinquant'anni di carriera ha pubblicato oltre 200 lavori scientifici in francese ed inglese, prevalentemente nell'area della psichiatria militare, della psicologia dell'emergenza e del trattamento psicotraumatologico del disturbo post traumatico da stress (PTSD) e del disturbo acuto da stress (ASD).
Ha sviluppato una nota scala psicodiagnostica per la valutazione del trauma psicologico, la Crocq Scale.
È stato il Presidente della sezione di "Psichiatria Militare e delle Catastrofi" della World Psychiatric Association, ed è attualmente Presidente onorario dell'ALFEST (Association de Langue Française pour l'Etude du Stress et du Trauma), la principale associazione psicotraumatologica francese. Ha svolto funzioni di Consulente del "Comitato Nazionale per le Emergenze Medico-Psicologiche" francese.